# Valor afegit brut
El valor afegit brut (VAB) és la suma dels valors addicionals que adquireixin els béns i serveis en transformar-se durant el procés de producció. En l'economia, aquesta és una de les maneres per calcular el producte interior brut i per tant, sovint es consideren sinònims. És un mesurament lliure de duplicacions; s'obté en deduir de la producció bruta el valor dels béns i serveis que s'utilitzen com a part de la producció. En la comptabilitat, el valor afegit brut és la diferència entre l'import de les vendes de l'empresa i les compres realitzades a altres empreses. Si s'hi inclou l'amortització de l'immobilitzat del mateix període s'obté el valor afegit net.